# Ken’ichi Yumoto
Ken’ichi Yumoto (jap. 湯元 健一, Yumoto Ken’ichi; * 4. Dezember 1984 in Wakayama, Präfektur Wakayama) ist ein japanischer Ringer. Er gewann bei den Olympischen Spielen 2008 eine Bronzemedaille im freien Stil im Federgewicht.

## Werdegang
Ken’ichi Yumoto begann zusammen mit seinem Zwillingsbruder Shin’ichi Yumoto beim Sportclub Wakayama Kogyo mit dem Ringen, wobei sich beide auf den freien Stil konzentrieren. Trainer war dort Takumi Adachi. Auf Grund seiner Erfolge im nationalen Nachwuchsbereich kam Ken’ichi Yumoto schon im Alter von 20 Jahren in die japanische Nationalmannschaft der Freistilringer. Seine Trainer waren bzw. sind dort Masakazu Hijikata, Yu Sugiyama u. Takahiro Wada. Zur gleichen Zeit nahm er auch ein Studium an der Nippon Sport Science University auf und startet seitdem für dessen Sportclub. Zwischenzeitlich ist er auch Trainer an dieser Universität.
Seine internationale Ringerlaufbahn begann im Jahre 2001. Er startete dabei bei der asiatischen Junioren-Meisterschaft (Juniors) in Teheran und kam im Bantamgewicht auf den 4. Platz.
Im Jahre 2002 belegte Ken’ichi Yumoto bei der nationalen Schulmeisterschaft im Federgewicht den 1. Platz. 2004 gewann er mit einem 3. Platz seine erste Medaille bei der japanischen Meisterschaft der Senioren. Im Halbfinale musste er sich dabei Takafumi Kojima geschlagen geben. 2004 startete er auch noch einmal bei der asiatischen Junioren-Meisterschaft (Juniors) und gewann im Federgewicht hinter Mohammed Reza Ashouri aus dem Iran und Talgat Saischenow aus Kasachstan die Bronzemedaille.
Nachdem zu Beginn des Jahres 2005 der Medaillengewinner von den Olympischen Spielen 2004 im Federgewicht Kenji Inoue zurückgetreten war, bekam Ken’ichi Yumoto die Chance, in einem Ausscheidungskampf in Tokio gegen Noriyuki Takatsuka den Starter für die Weltmeisterschaft 2005 zu ermitteln. Er gewann diesen Kampf und startete deswegen bei der Weltmeisterschaft in Budapest im Federgewicht. Freilich musste er dort noch „Lehrgeld“bezahlen, denn mit einer Niederlage gegen Yandro Quintana aus Kuba, einem Sieg über Tevfik Odabaşı aus der Türkei und einer Niederlage gegen Ojuunbilegiin Pürewbaatar aus der Mongolei kam er nur auf den 13. Platz.
Im Dezember 2005 gelang es ihm dann mit einem Sieg über Noriyuki Takatsuka erstmals japanischer Meister bei den Senioren im Federgewicht zu werden. Im Juni 2006 unterlag er gegen Takatsuka aber, als es darum ging, wer Japan bei der Weltmeisterschaft 2006 vertreten sollte und im Januar 2007 siegte Ken’ichi Yumoto bei der japanischen Meisterschaft des Jahres 2006 (!) über Kenji Inoue, der ein Comeback unternommen hatte, nach Punkten und wurde damit zum zweiten Mal japanischer Meister. Bei der Weltmeisterschaft 2007 in Baku verlor er aber gleich seinen ersten Kampf gegen Samat Shapukow aus Kasachstan, womit er ausschied und nur den 22. Platz belegte. Rami Chalati war während dieser Zeit sein mentaler Trainer, welcher von Yumoto immer mit dem Spitznamen „Ramsey“ angesprochen wurde.
Im Dezember 2007 unterlag Ken’ichi Yumoto im Finale der japanischen Meisterschaft im Federgewicht gegen seinen Dauerrivalen Noriyuki Takatsuka, womit seine Chancen auf eine Olympiateilnahme in Peking nicht zum besten standen. Takatsuka belegte aber beim ersten Olympia-Qualif.-Turnier in Martigny/Schweiz im Federgewicht nur den 13. Platz. Beim zweiten Olympia-Qualifikationsturnier 2008 in Warschau wurde deshalb Ken’ichi Yumoto an den Start geschickt. Bei diesem Turnier kam dann auch der große internationale Durchbruch für ihn, denn er siegte dort über Gandsorigiin Mandachnaran aus der Mongolei, George Bucur aus Rumänien, Andrei Perpeliță aus Moldawien, Jo Tong Hyok aus Nordkorea u. Kim Jong-dae aus Südkorea, belegte den 1. Platz und erkämpfte damit das Startrecht für Japan bei den Spielen in Peking. Bevor er dort aber an den Start gehen konnte, musste er am 25. Juni 2008 in Tokio in der offiziellen japanischen Olympiaausscheidung erst noch gegen Noriyuki Takatsuka antreten. Er gewann diesen Kampf und damit auch den japanischen Startplatz in Peking.
In Peking konnte Ken’ichi Yumoto überzeugen. Er siegte dort über Witali Korjakin aus Tadschikistan u. Yogeshwar Dutt aus Indien, unterlag aber im Halbfinale gegen Wassyl Fedoryschyn aus der Ukraine. Er erkämpfte sich aber mit einem Sieg über Basar Basargurujew aus Kirgisistan eine olympische Bronzemedaille.
Seinen ersten Start nach den Olympischen Spielen 2008 absolvierte er im August 2009 beim Nationalen Sport Festival in Niigata. Er siegte dort im Federgewicht mit einem Sieg im Finale über Keiji Matsumoto aus Nagasaki. Im Dezember 2009 erreichte er bei den japanischen Meisterschaften im Federgewicht hinter Hiroyuki Oda und Noriyuki Takatsuka nur den 3. Platz. Aus diesem Grund kam er bei den internationalen Meisterschaften 2009 auch zu keinem Einsatz. Im Dezember 2010 wurde er aber wieder japanischer Meister vor Niriyuki Takatsuka und Oda Hiroyuki. Er wurde dann auch bei der Weltmeisterschaft dieses Jahres in Istanbul eingesetzt und erkämpfte sich dort mit Siegen über Wladimir Dubow, Bulgarien und Wassyl Fedoryschyn, Ukraine, einer Niederlage gegen Bessik Kuduchow, Russland und Siegen über Wilfredo Henriquez Hernandez, Venezuela und Didier Païs, Frankreich, eine WM-Bronzemedaille.
Im April 2012 besiegte er den japanischen Meister von 2011 Shogo Maeda in der japanischen Olympiaausscheidung und sicherte sich damit den Startplatz bei den Olympischen Spielen in London. In London siegte er über Yowlys Bonne Rodriguez, Kuba, verlor dann gegen Toğrul Əsgərov aus Aserbaidschan und konnte, da dieser Olympiasieger wurde, in der Trostrunde weiterringen. In dieser besiegte er zunächst Tim Schleicher aus Deutschland, verlor aber den Kampf um eine olympische Bronzemedaille gegen Scott Coleman aus den Vereinigten Staaten und kam dadurch auf den 5. Platz.

## Internationale Erfolge
| Jahr | Platz  | Wettbewerb                                              | Gewichtsklasse | |
| ---- | ------ | ------------------------------------------------------- | -------------- | --- |
| 2001 | 4.     | Asiatische Junioren-Meisterschaft (Juniors) in Teheran  | Bantam         | hinter S. Dahia, Indien, U. Akinbai, Kirgisistan u. Kim Chung-il, Südkorea |
| 2004 | 3.     | Asiatische Junioren-Meisterschaft (Juniors) in Almaty   | Feder          | hinter Mohammed Reza Ashouri, Iran u. Talgat Saischenow, Kasachstan |
| 2005 | 9.     | „Yasar-Dogu“-Memorial in Ankara                         | Feder          | nach einer Niederlage gegen Eldar Misimow, Russland |
| 2005 | 9.     | „Dave-Schultz“-Memorial in Colorado Springs             | Feder          | nach einem Punktsieg über Jesse Brock, USA u. einer Niederlage gegen Josh Moore, USA |
| 2005 | 13.    | WM in Budapest                                          | Feder          | nach einer Niederlage gegen Yandro Quintana, Kuba, einem Sieg über Tevfik Odabaşı, Türkei u. einer Niederlage gegen Ojuunbilegiin Pürewbaatar, Mongolei                                                 |
| 2006 | 9.     | „Dave-Schultz“-Memorial in Colorado Springs             | Feder          | mit einem Sieg über Drew Headler, USA u. Niederlage gegen Mike Zadick, USA u. Wagif Kasijew, Russland                                                                                                   |
| 2007 | 9.     | „Yasar-Dogu“-Memorial in Ankara                         | Feder          | Sieger: Cetin Ersin, Türkei, vor Selimchan Chusseinow, Russland u. Kenji Inoue, Japan |
| 2007 | 22.    | WM in Baku                                              | Feder          | nach einer Niederlage gegen Samat Shapukow, Kasachstan |
| 2008 | 1.     | Olympia-Qualif.-Turnier in Warschau                     | Feder          | mit Siegen über Gandsorigiin Mandachnaran, Mongolei, George Bucur, Rumänien, Andrei Perpeliță, Moldawien, Jo Ton Hyok, Nordkorea u. Kim Jong-dae, Südkorea                                              |
| 2008 | Bronze | OS in Peking                                            | Feder          | mit Siegen über Witali Korjakin, Tadschikistan u. Yogeshwar Dutt, Indien, einer Niederlage gegen Wassyl Fedoryschyn, Ukraine u. einem Sieg über Basar Basargurujew, Kirgisistan                         |
| 2010 | 5.     | Dave-Schultz-Memorial-International in Colorado Springs | Feder          | hinter Mike Zadick, Magomed Kuranalijew und Gsdschi Abdullajew, beide Russland und Nat Gillik, USA |
| 2011 | 7.     | „Iwan-Yarigin“-Memorial in Krasnojarsk                  | Feder          | nach Siegen über Shawn Bunch, USA und Noriyuki Takatsuka, Japan und einer Niederlage gegen Ahmed Tschakajew, Russland                                                                                   |
| 2011 | 3.     | WM in Istanbul                                          | Feder          | nach Siegen über Wladimir Dubow, Bulgarien und Wassyl Fedoryschyn, einer Niederlage gegen Bessik Kuduchow, Russland und Siegen über Wilfredo Henriquez Hernandez, Venezuela und Didier Païs, Frankreich |
| 2012 | 2.     | Welt-Cup in Baku                                        | Feder          | hinter Scott Coleman, USA, vor Haji Alijew, Aserbaidschan und Alexander Bogomojew, Russland |
| 2012 | 5.     | OS in London                                            | Feder          | nach einem Sieg über Yowlys Bonne Rodriguez, Kuba, einer Niederlage gegen Toğrul Əsgərov, Aserbaidschan, einem Sieg über Tim Schleicher, Deutschland und einer Niederlage gegen Scott Coleman           |

## Nationale Erfolge
| Jahr | Platz | Wettbewerb                        | Gewichtsklasse | Ergebnis                                                                       |
| ---- | ----- | --------------------------------- | -------------- | ------------------------------------------------------------------------------ |
| 2002 | 1.    | Japan. Schul-Meisterschaft        | Feder          |                                                                                |
| 2004 | 3.    | Japan. Meisterschaft              | Feder          | nach Niederlage im Halbfinale gegen Takafumi Kojima                            |
| 2005 | 1.    | Japan. WM-Ausscheidung            | Feder          | mit einem Sieg über Noriyuki Takatsuka                                         |
| 2005 | 1.    | Japan. Meisterschaft              | Feder          | mit einem Sieg im Finale über Noriyuki Takatsuka                               |
| 2006 | 1.    | Nation. Sport-Festival            | Feder          | u. a. mit einem Sieg im Halbfinale gegen Tomohiro Matsunaga                    |
| 2006 | 2.    | Japan. WM-Ausscheidung            | Feder          | nach einer Niederlage gegen Noriyuki Takatsuka                                 |
| 2006 | 1.    | Japan. Universitäten-Meist.       | Feder          | mit einem Sieg im Finale über Noriyuki Takatsuka                               |
| 2006 | 1.    | Japan. Meisterschaft              | Feder          | mit einem Punktsieg im Finale über Kenji Inoue (2:0 Runden, 8:0 techn. Punkte) |
| 2007 | 2.    | Japan. Meisterschaft              | Feder          | nach einer Niederlage gegen Noriyuki Takatsuka                                 |
| 2008 | 1.    | Japan. Olympiaausscheidung        | Feder          | mit einem Sieg über Noriyuki Takatsuka                                         |
| 2009 | 1.    | Nation. Sport-Festival in Niigata | Feder          | mit einem Sieg im Finale über Keji Matsumoto, Nagasaki                         |
| 2009 | 3.    | Japan. Meisterschaft              | Feder          | hinter Hiroyuki Oda und Noriyuki Takatsuka                                     |
| 2010 | 1.    | Japan. Meisterschaft              | Feder          | vor Noriyuki Takatsuka und Oda Hiroyuki                                        |
| 2012 | 1.    | Japan. Olympiaausscheidung        | Feder          | vor Shogo Maeda                                                                |

## Erläuterungen
- alle Wettkämpfe im freien Stil
- OS = Olympische Spiele, WM = Weltmeisterschaft
- Federgewicht, Gewichtsklasse bis 60 kg Körpergewicht